# Portal de Sant Climenç
El Portal de Sant Climenç és un portal del nucli de Sant Climenç, al municipi de Pinell de Solsonès (Solsonès), inclòs a l'Inventari del Patrimoni Arquitectònic de Catalunya.
A Sant Climenç s'hi va des de Solsona per la carretera asfaltada C-149a (de Solsona - els Colls - Sanaüja). Al km. 10,4 (41° 57′ 51″ N, 1° 25′ 58″ E / 41.964300°N,1.432674°E) es pren la desviació de l'esquerra que mena a Sant Climenç en 2 km. Està molt ben indicat.

## Descripció

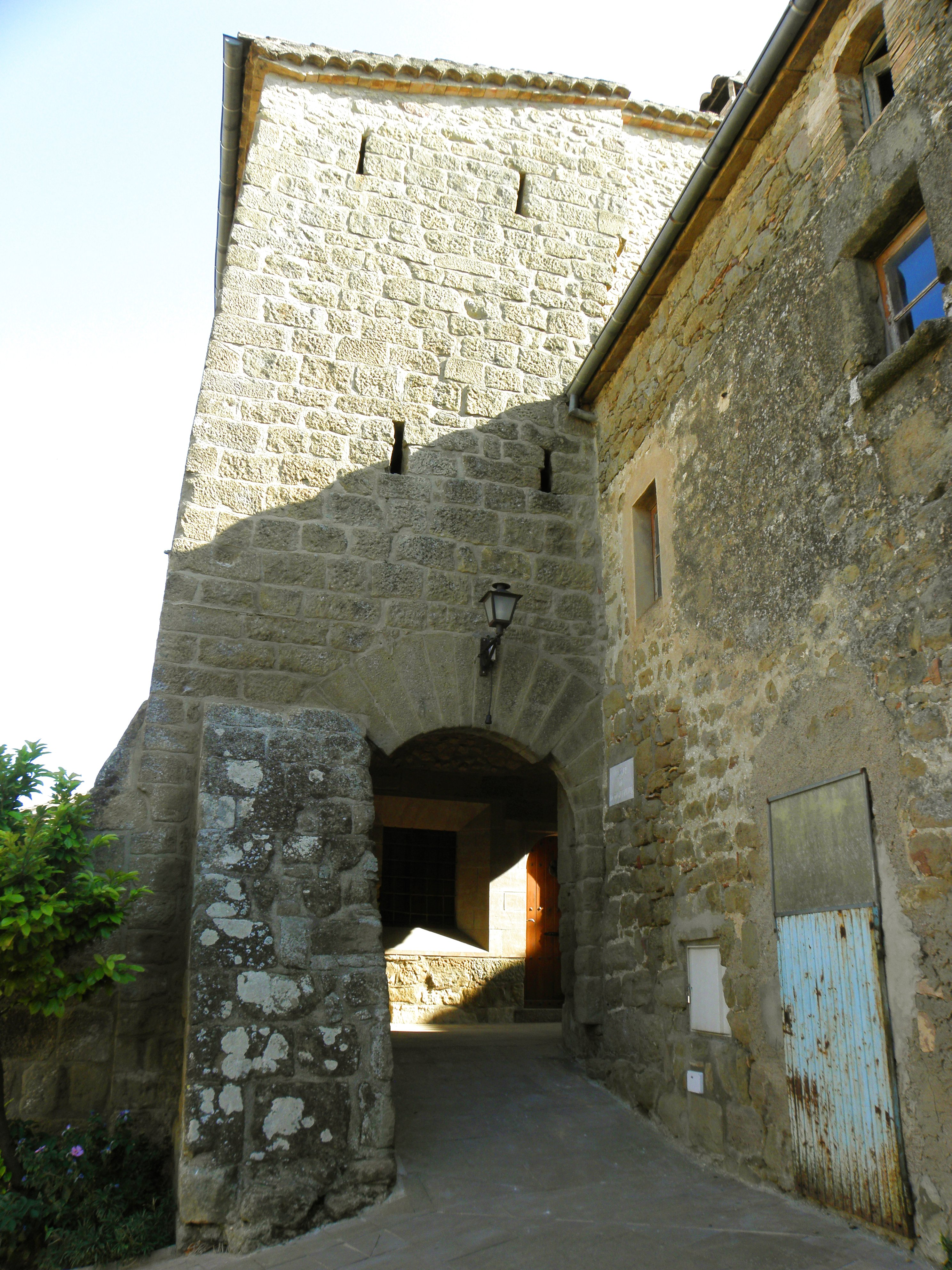
Accés al portal

Portal d'entrada a l'antic nucli de Sant Climenç des del qual s'accedeix a l'antiga capella de Santa Magdalena, adossada a l'edificació anomenada popularment "El Castell".
El portal exteriorment ve suportat per uns contraforts de pedra i s'accedeix al mateix per mitjà d'una rampa.
La capella és de planta quadrada amb volta de creueria, actualment molt enderrocada.